# James Joyce
James Augustine Aloysius Joyce (írül: Séamus Seoige) (Dublin, Írország, 1882. február 2. – Zürich, Svájc, 1941. január 13.) ír költő, író, kritikus. Fő műve az 1922-ben megjelent Ulysses, amely az Egyesült Királyságban és az Egyesült Államokban 1936-ig be volt tiltva.

## Életpályája

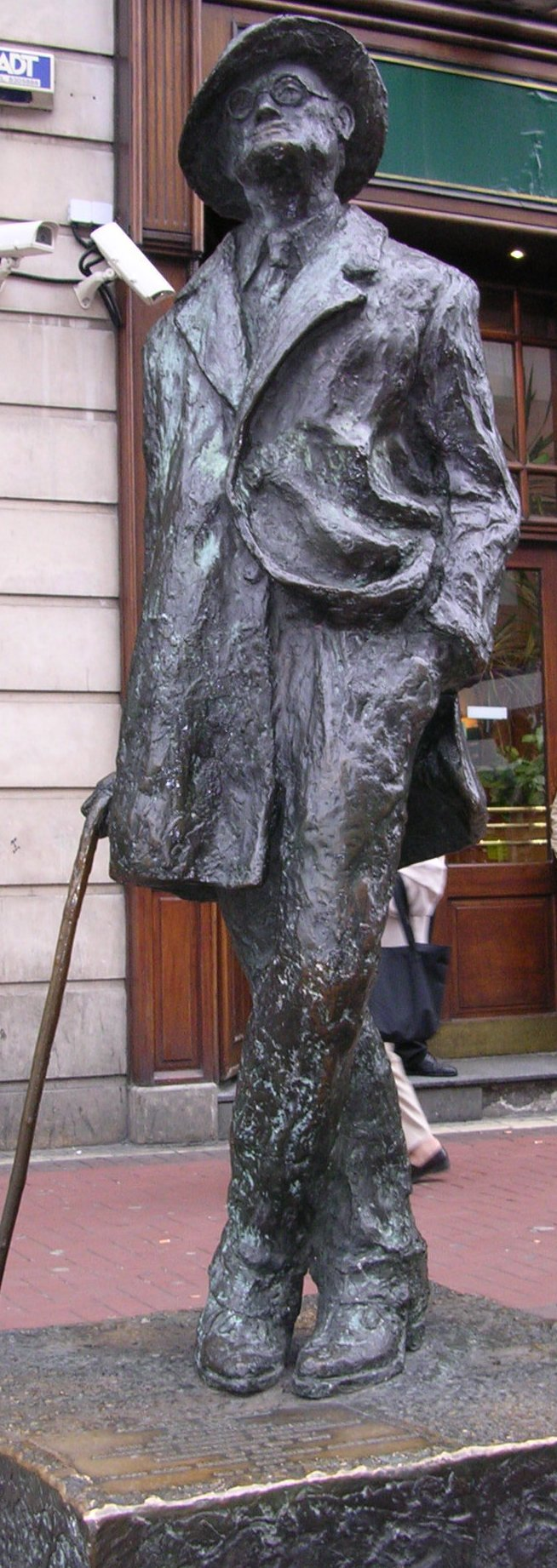
Joyce szobra Dublinban

Joyce tehetős kispolgári családban született. Tizenegy testvére volt. Az apja vállalkozásai egy darabig jól működtek, de 1891-ben csődbe ment. Ettől kezdve a család meglehetős szegénységben élt. 1888-tól a clane-i Clongowes Wood jezsuita kollégiumban, 1893-tól a dublini Belvedere College-ban tanult. 1898-tól a University College hallgatója volt, orvosnak készült.
Rendkívüli nyelvtehetsége és nyelvszeretete arra vezette, hogy elsajátítsa a holt és a világnyelveket, továbbá megtanult szinte ismeretlen tájnyelveket is. Az egyetemi évei alatt nagy hatással volt rá Ibsen, Aquinói Szent Tamás és Yeats. Az első publikált írása egy Ibsen-esszé volt. Húszéves korában beállt színésznek, ugyanakkor verseket is kezdett írni. Korán belső konfliktusa támadt mind a katolicizmussal, mind az ír nacionalizmussal. 
A diplomázása után, 1902-ben Párizsba ment, ahol mint újságíró és nyelvtanár kereste a kenyerét. Az anyja halála következtében alkoholistává vált. 1904-ben megszöktette későbbi feleségét, Norát, akivel csak 1930-ban kötöttek házasságot. Először Pólában éltek, majd, miután onnan 1905-ben kiutasították a külföldieket, Triesztben telepedtek le. Két gyermekük született, Giorgio és Lucia.
Első kötete, a Kamarazene című versgyűjtemény 1907-ben jelent meg. 1909-ben visszatértek Dublinba, ahol Joyce mozit nyitott, ez azonban tönkrement. Újra Triesztbe mentek, ahol nyelvtanítással, gyapjúkereskedéssel és újságírással foglalkozott. 1907-től huszonkét kiadó utasította vissza a Dublini embereket, míg végre 1914-ben, Dublinban megjelent. A siker, amiért hazautazott, elmaradt, emiatt elhagyta Írországot, és nem is tért vissza többet oda. 1913-ban barátkozott össze Ezra Pounddal, aki segítette a művei publikálásában. 1916-ban jelent meg önéletrajzi regénye, az Ifjúkori önarckép. A könyvben a főszereplő neve Stephen Dedalus, a története a gyerekkortól az egyetemi évekig tart. Joyce ebben a regényben tulajdonképpen leszámol a családjával, az egyházzal és az állammal is.
1915-ben a családjával együtt Zürichbe költözött, onnan pedig 1920-ban Párizsba. Még Zürichben kezdte írni az Ulysses-t, ami aztán 1922-ben jelent meg Párizsban. Ezután fogott bele a Finnegans Wake-be, amivel 1938-ban készült el. Ekkorra elhatalmasodó zöldhályogja miatt szinte már alig látott. A német megszállás miatt 1941-ben ismét Zürichbe települtek, ahol Joyce rövidesen meghalt.

## Művei

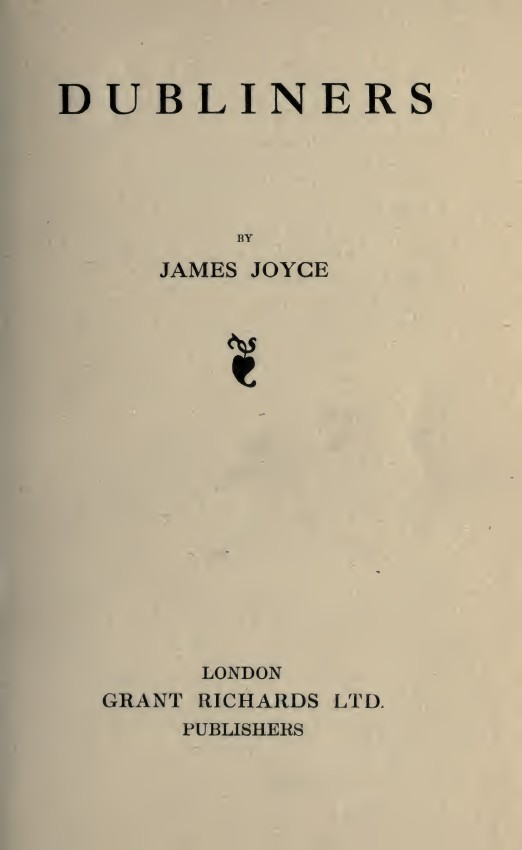
Dubliners, 1914

- Stephen Hero (1904–1906 között írta)
- Kamarazene (Chamber Music) (1907)
- Dublini emberek (Dubliners) (1914)
- Ifjúkori önarckép (A Portrait of the Artist as a Young Man) (1916)
- Száműzöttek (Exiles) (1918), dráma
- Ulysses (1922) „Joyce Odüsszeusz-allegóriája 'merő tréfa' volna, ha nem volna mélyebb szellemi jelentése, ha nem tartalmazna egy második és harmadik hatványú allegóriát, ha ezzel nem találná el még egyszer az élet és a költőiség lényegét, amelyre itt Homérosz a példa. Allegorikus építmény és felépítmény ez, amely éppúgy vonatkozik a primitív életfunkciókra, mint a végső filozofikus-skolasztikus megfontolásokra…” Hermann Broch
- Krajcáros körtemények (Pomes Penyeach) (1927), versek
- Finnegans Wake (1939) James Joyce utolsó műve, melyen az Ulysses befejezését követően 16 évig dolgozott. A műnek magyarul csak egy része jelent meg Bíró Endre fordításában a Holnap Kiadónál (1992-ben és 1994-ben).

### Magyarul
- Ulysses, 1-2.; ford. Gáspár Endre; Nova, Budapest, 1946
- Ifjúkori önarckép; ford., bev. Szobotka Tibor; Magvető, Budapest, 1958 (Világkönyvtár)
- Chamber music / Kamarazene; ford. Gergely Ágnes, Tóth István [Tótfalusi István], bev. Kardos László; Európa, Budapest, 1958 (Janus könyvek)
- Dublini emberek. Novellák; ford. Papp Zoltán, versford. Gergely Ágnes; Európa, Budapest, 1959
- Ulysses; ford. Szentkuthy Miklós, utószó Sükösd Mihály; Európa, Budapest, 1974
- Ulysses. Regény; ford. Szentkuthy Miklós, utószó Ungvári Tamás; 2. jav. kiad.; Európa, Budapest, 1987 (A világirodalom klasszikusai)
- "Szemelvények a "Finnegans Wake"-ből" (Híd, 1964. november, 1241-1256 o. Magyar Műhely, Párizs, 1973. szeptember, 9-59. o. és 1979. június, 22-27. o.) ford., bev. és jegyzetekkel ellátta Bíró Endre
- James Joyce: Finnegan ébredése: részletek, Budapest, Holnap Kiadó, 1992 és 1994, ford., bev. és jegyzetekkel ellátta Bíró Endre
- A macska és az ördög; Ab Ovo, Budapest, 1997
- Költemények. Kamarazene, Krajcáros körtemények, egyéb versek; ford. G. István László et al., utószó Kappanyos András; Orpheus, Budapest, 1999
- Száműzöttek. Színmű; ford. Kappanyos András; Arktisz–OSZMI, Budapest, 2001
- Kisebb művek / Költemények / Dublini emberek / Száműzöttek; ford. G. István László et al.; Arktisz, Budapest, 2002
- Stephen Hero; ford. Kappanyos András; Arktisz, Budapest, 2008
- Ulysses; Szentkuthy Miklós ford. felhasználásával Gula Marianna et al.; Európa, Budapest, 2012
- Counterparts. A mother / Ellenfelek. Anya; ford. Bánki Veronika; Kossuth, Budapest, 2017 (Angol-magyar kétnyelvű klasszikusok)

## Magyarországi emlékezete
Szombathely belvárosában, a Fő tér 40. számú lakóházának homlokzatán teljes alakos bronzszobor őrzi az emlékét. Veres Gábor alkotása úgy ábrázolja az írót, mintha éppen kilépne a házból, vagy kilesne annak egyik falsarka mögül. Felavatása stílusosan 2004. június 16-án zajlott, utalva arra, hogy a Joyce egyik fő műveként számon tartott Ulysses című regény kereken száz évvel korábban ugyanezen a napon játszódott. Hasonlóan tudatos volt a helyszín megválasztása is, hiszen a (fiktív, de valós elemeket is tartalmazó) történet szerint a mű főhőse, az ábrázolt események idején már dublini lakos Leopold Bloom Szombathelyen, épp ebben a házban született; ráadásul a házat a 19. évében valóban egy hasonló nevet viselő (Blum vezetéknevű) család lakta.

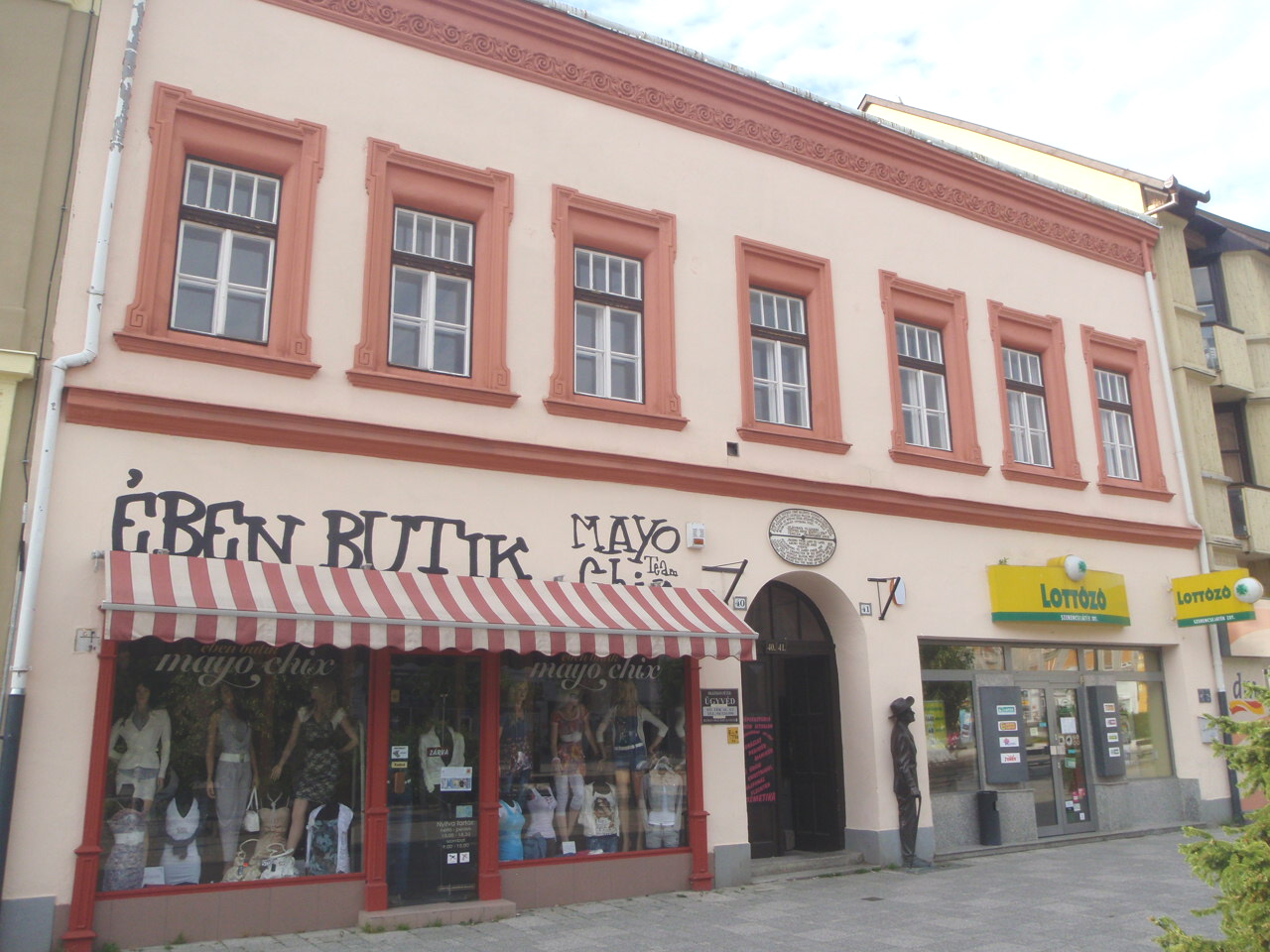
A Blum (illetve a regénybeli Bloom) család egykori lakóháza a szombathelyi Fő téren
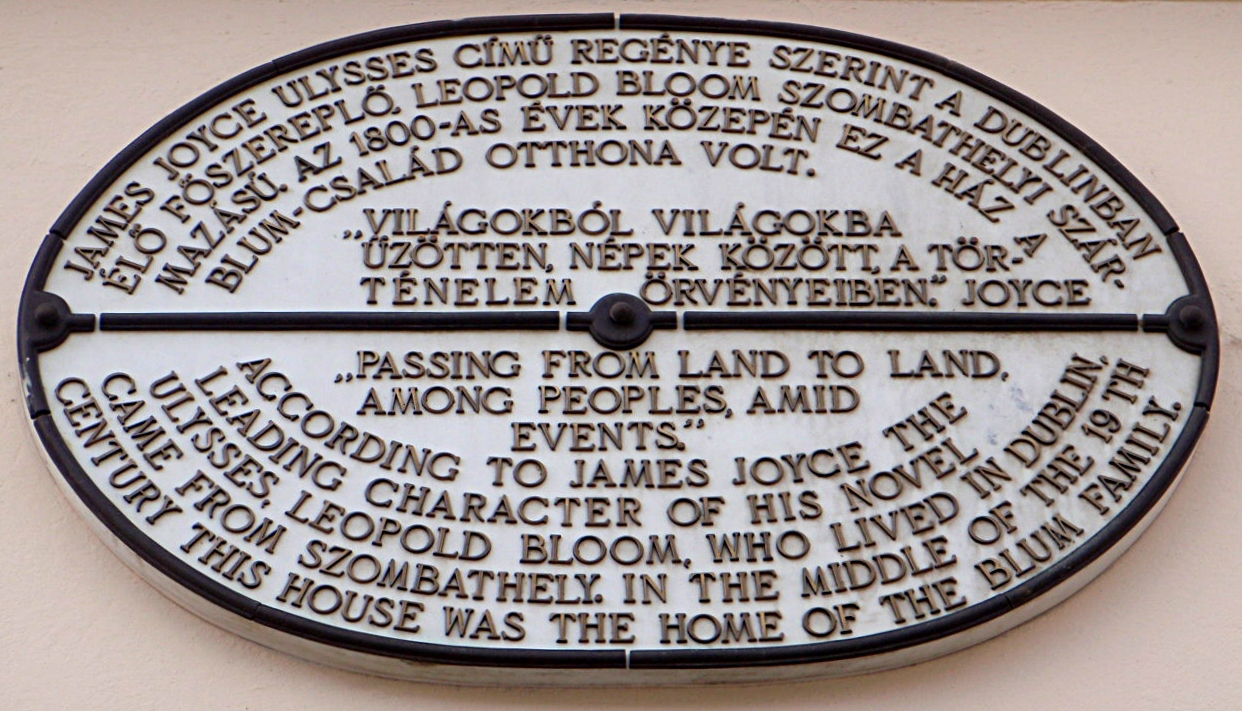
Az Ulysses főhősének emléktáblája
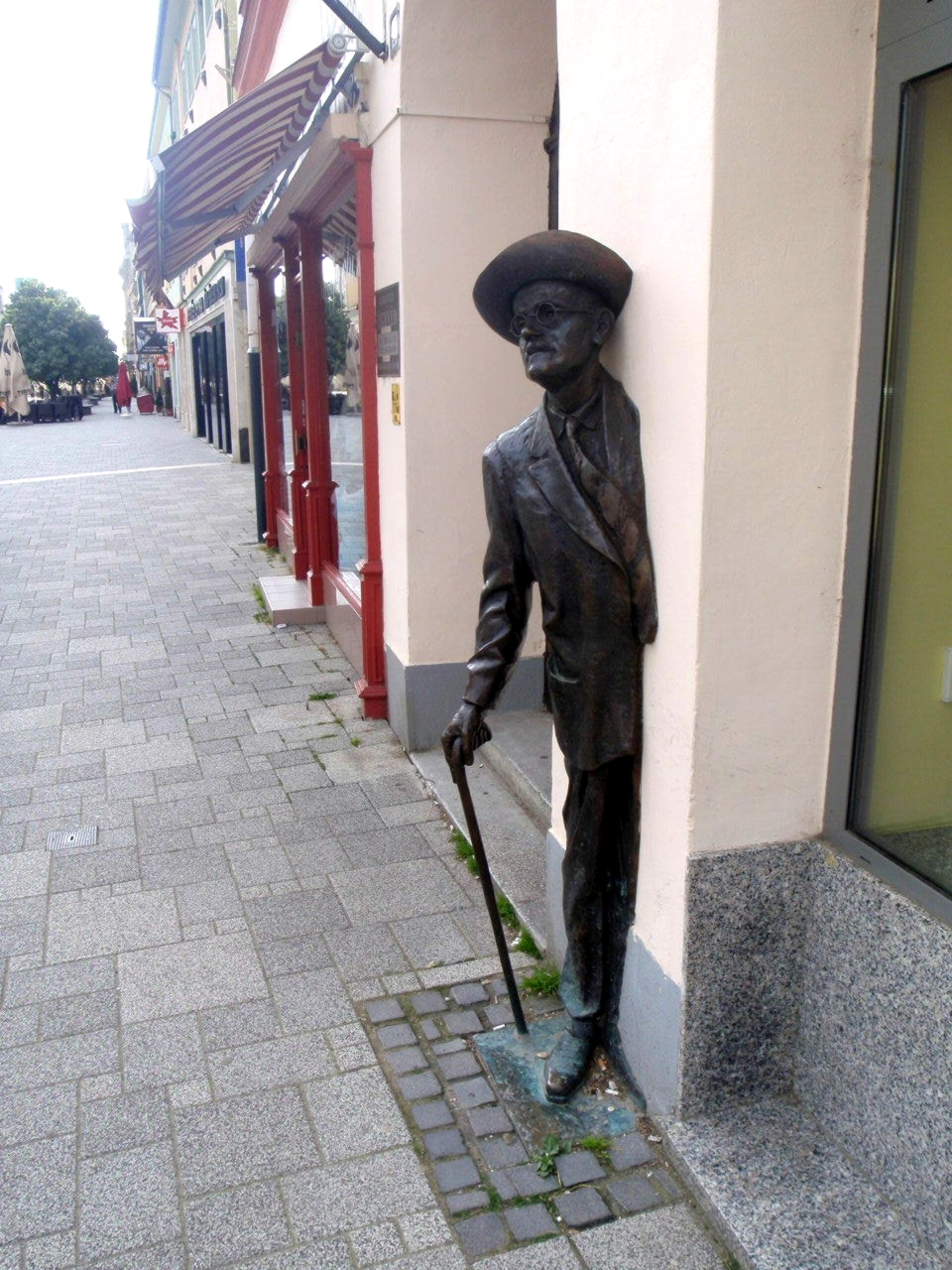
Joyce szobra a homlokzaton (Veres Gábor alkotása)